# Maart 2025
Dit artikel geeft een chronologisch overzicht van de belangrijkste gebeurtenissen per dag in de maand maart van het jaar 2025.

## Gebeurtenissen

### 2 maart
- Om 8.90 uur UTC maakt de maanlander Blue Ghost een geslaagde maanlanding op Mare Crisium, een gebied gelegen in het noordoostelijke deel van de maan.[1]

### 3 maart
- Nova-C-missie IM-2 met de onbemande maanlander Athena van het Amerikaanse bedrijf Intuitive Machines landt op de Maan, maar valt hierbij op zijn zijkant.[2]

### 11 maart
- Op verzoek van het Internationaal Strafhof in Den Haag wordt de Filipijnse oud-president Rodrigo Duterte in Manilla gearresteerd en uitgeleverd. De aanklacht luidt 'misdaden tegen de menselijkheid' voor de duizenden doden tijdens zijn antidrugsbeleid als president.[3]

### 15 maart
- De Amerikaanse president Donald Trump laat luchtaanvallen uitvoeren op plaatsen in Jemen onder controle van de Houthi-rebellen, als vergelding voor hun aanvallen op Amerikaanse koopvaardijschepen in de Rode Zee.[4]
- Delen van de Verenigde Staten worden getroffen door een serie tornado's, vooral de staten Kansas, Missouri en Arkansas. Er vallen zeker 34 doden.[5]
- In de Servische hoofdstad Belgrado protesteren zo'n 300.000 mensen tegen de regering van president Vučić, onder meer vanwege corruptie en het niet nemen van verantwoordelijkheid na het ongeluk van afgelopen november op een treinstation in Novi Sad.[6]

### 16 maart
- Keith Rowley treedt af als premier van Trinidad en Tobago na negen jaar in functie, voorafgaand aan de algemene verkiezingen van Trinidad en Tobago in 2025.[7][8]
- Bij een brand tijdens een optreden van de band DNK in een nachtclub in de Noord-Macedonische stad Kočani vallen zeker 51 doden en meer dan 100 gewonden.[9]

### 17 maart
- De aangewezen premier van Trinidad en Tobago, Stuart Young, wordt beëdigd als premier na het aftreden van premier Keith Rowley, voorafgaand aan de algemene verkiezingen van Trinidad en Tobago in 2025.[10]
- Na bijna twee maanden wapenstilstand in de oorlog tussen Israël en Hamas voert Israël grootschalige luchtaanvallen uit op de Gazastrook, waarbij meer dan 400 doden vallen.[11]
- De leiding van het United Stated Institute of Peace (USIP) wordt door de politie het gebouw van hun organisatie uitgezet, op verzoek van de Department of Government Efficiency (DOGE). Het United States Institute of Peace is een privéorganisatie zonder winstoogmerk, met het doel vrede te bevorderen. DOGE en de Amerikaanse overheid hebben geen zeggenschap over USIP, het gebouw waar USIP is gevestigd is van USIP.[12]

### 18 maart
- Republikeinse senatoren van Minnesota bereiden een wet voor die het niet-bestaande Trump Derangement Syndrome (Trumpstoornissyndroom) officieel als een geestesziekte vastlegt;[13] dit is vergelijkbaar met het verhaal van sluipende schizofrenie.
- De Amerikaanse overheid verbiedt aannemers niet langer expliciet om  rassen te scheiden.[14]
- Nadat de NASA-astronauten Sunita Williams en Barry Wilmore onverwachts 9,5 maanden in plaats van acht dagen moesten verblijven in het ruimtestation ISS, keren ze veilig weer naar de Aarde met de ruimtevlucht SpaceX Crew-9.[15]

### 19 maart
- Het volgen van ontvoerde Oekraïense kinderen in Rusland is gestopt, vanwege het stoppen van de financiering door de Amerikaanse overheid; de opgeslagen gegevens zijn verwijderd.[16][17]
- Duitsland waarschuwt in reisadvies voor de Verenigde Staten, na arrestatie, gevangenhouding en uitzetting van Duitse toeristen; een Franse geleerde, onderweg naar een conferentie, werd teruggestuurd vanwege zijn kritiek op president Trump.[18]
- De burgemeester van Istanbul, Ekrem İmamoğlu wordt in Turkije gearresteerd op verdenking van onder meer terrorisme en corruptie, vier dagen voor zijn verkiezing tot presidentskandidaat door zijn partij. Hij wordt gezien als de belangrijkste tegenstander van zittend president Recep Tayyip Erdoğan.[19]

### 20 maart
- De Zimbabwaanse voormalige topzwemster Kirsty Coventry is in Griekenland verkozen tot allereerste vrouw en Afrikaan aan het hoofd van het Internationaal Olympisch Comité.[20]
- Regeringsleiders van de Europese Unie (EU) willen in de komende vijf jaar de defensie van de EU versterken.[21]
- President Trump tekent een  decreet om het  Amerikaanse ministerie van onderwijs af te schaffen.[22]
- Het Nederlands kabinet wil topwetenschapsmensen uit het buitenland binnenhalen; in de Verenigde Staten worden in de wetenschappelijke wereld veel mensen ontslagen en er wordt sterk bezuinigd.[23]
- Het Verenigd Koninkrijk waarschuwt mensen die naar de Verenigde Staten gaan, na incidenten waarbij mensen aan de grens gearresteerd en geboeid worden.[24]

### 21 maart
- Vliegveld London Heathrow Airport is een hele dag gesloten vanwege een grote brand in een transformatorstation.[25]

### 22 maart
- De Nederlander Mathieu van der Poel wint bij de mannen voor de tweede keer in zijn carrière de wielerklassieker Milaan-San Remo door zijn twee medevluchters Tadej Pogačar en Filippo Ganna in de eindsprint te verslaan. Bij de eerste vrouweneditie van het Italiaanse wielermonument sinds 2005 zegeviert de Nederlandse Lorena Wiebes na een sprint met twaalf.[26][27]

### 24 maart
- Journalist Jeffrey Goldberg maakt openbaar dat hij onbedoeld uitgenodigd werd deel te nemen aan een groepsgesprek met hoge Amerikaanse overheidsfunctionarissen op de berichtendienst Signal. Het groepsgesprek besprak op handen zijnde geheime militaire operaties tegen de Houthi's in Jemen.[28]

### 28 maart
- Zuidoost-Azië wordt getroffen door een zware aardbeving met een kracht van 7,7 op de schaal van Richter. Het epicentrum lag in het midden van Myanmar.[29]

### 31 maart
- Marine Le Pen wordt door een rechtbank in Parijs schuldig bevonden aan verduistering van geld van het Europees Parlement. Het boegbeeld van de Franse partij Rassemblement National wordt veroordeeld tot vier jaar cel, waarvan twee voorwaardelijk, en per direct uitsluiting van verkiezingen gedurende vijf jaar.[30]

## Overleden
← · januari · februari · maart · april · mei · juni · juli · augustus · september · oktober · november · december ·  →